# 皇居前広場事件
皇居前広場事件（こうきょまえひろばじけん）とは皇居外苑（皇居前広場）の使用不許可に関する訴訟。

## 概要
1951年5月1日、第22回メーデーは、皇居前が使用禁止で、実行委員会は中央メーデーを中止し、芝公園など分散メーデーとなった。5月3日、メーデーに使用を禁止した皇居前広場で、政府主催の憲法記念式典がおこなわれ、総評は500人デモをおこない、武藤武雄議長ら37人が検挙された。
1951年11月10日に日本労働組合総評議会（総評）は皇居外苑を所管する厚生大臣に対し、「1952年5月1日メーデーのための皇居外苑使用許可申請」を行った。厚生大臣は1952年3月13日に不許可の処分をし、翌14日に不許可処分の旨を通知した。総評はこの不許可処分は表現の自由及びそれから派生する集会の自由を保障する憲法第21条に照らして解釈されるべき、皇居外苑の管理に関する国民公園管理規則第4条「国民公園（皇居外苑、京都御苑及び新宿御苑）内において、集会を催し又は示威行進を行おうとする者は、厚生大臣の許可を受けなければならない」の趣旨を誤解し、団体行動権を保障する憲法第28条に違反する違憲かつ違法なものとして処分の取り消しを求めて出訴した（4月4日）。
1952年4月28日の東京地方裁判所は「集会や示威行進のための使用が「公共のために供する」という皇居外苑の本質に抵触せず、公園の機能を害しない限り許されるとし、また公園本来の機能を多少害することがあっても、集会や示威行進の公共性が高く、他に適当な場所がない場合は、大臣の拒否は制限を受ける」とした上で、「本件不許可処分は国民公園管理規則の運営を誤り、ひいては集会等の自由を保障した憲法第21条に違反する」として不許可処分を取り消した。厚生大臣は控訴し、1952年11月14日に東京高等裁判所は「1952年5月1日はすでに経過しているから、もはや判決を求める実益が失われた」として、総評の請求を棄却した。これに対して、総評は上告した。
1953年12月23日に最高裁判所は「総評の本訴請求は1952年5月1日の経過により判決を求める法律上の利益を喪失した」と原審と同じ理由で上告を棄却した。また、「なお、念のため」として傍論で「もし本件申請を許可すれば立入禁止区域をも含めた外苑全域に約50万人が長期間充満することになり、膨大な人数、長い使用時間からいって、当然公園自体が著しい損壊を受けることを予想しなければならず、かくて公園の管理保存に著しい支障を蒙るのみならず、長時間に亘り一般国民の公園としての本来の利用が全く阻害されることになる等を利用してなされたことが認められる」として本件不許可処分が違法ではない旨の実体判断を示した。

## その他
なお、1952年5月1日の皇居外苑では血のメーデー事件が発生している。